# گیرده
گیرده (به لاتین: Girdə) یک منطقه مسکونی در جمهوری آذربایجان است که در شهرستان آق‌سو واقع شده است.